# Acrolyta glacialis
Acrolyta glacialis är en stekelart som beskrevs av Jussila 1996. Acrolyta glacialis ingår i släktet Acrolyta och familjen brokparasitsteklar. Inga underarter finns listade i Catalogue of Life.

## Bildgalleri

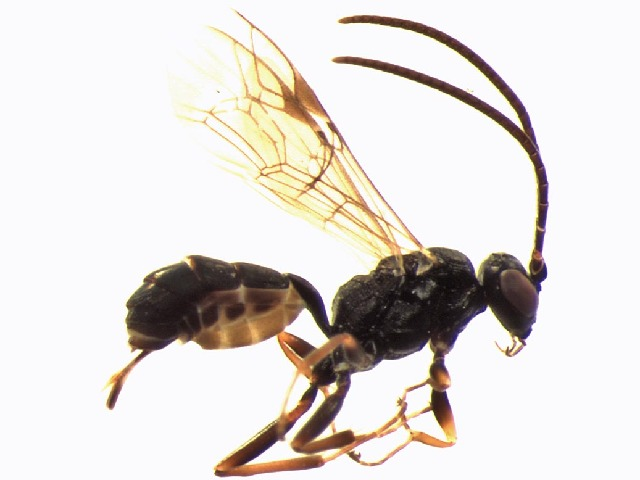